# Kvarnnibble
Kvarnnibble är en bebyggelse norr om Håbo-Tibble kyrkby i Upplands-Bro kommun. Från 2015 avgränsar SCB här en småort.